# Bukowski Hrabia
Bukowski Hrabia – polski herb szlachecki, hrabiowska odmiana herbu Ossoria.

## Opis herbu
Opis z wykorzystaniem klasycznych zasad blazonowania:
W polu czerwonym koło wozowe złote o pięciu szprychach, górne dzwono zastąpione krzyżem ćwiekowym złotym, wspartym na piaście. Nad tarczą korona hrabiowska, a nad nią hełm w koronie, z którego klejnot: trzy pióra strusie, złote między czerwonymi. Labry czerwone podbite złotem.

## Najwcześniejsze wzmianki
Nadany 11 lutego 1783 braciom Michałowi i Franciszkowi Ozoriuszom von Bukow-Bukowskim z predykatem hoch- und wohlgeboren (wysoko urodzony i wielmożny). Podstawą nadania miało być senatorskie pochodzenie (ojciec braci był kasztelanem sanockim) oraz patent szlachecki z 1775. Bracia zostali później wylegitymowani w Galicji. W roku 1847 Wincenty Bukowski został pozbawiony szlachectwa, które przywrócono mu rok później.
Michał Bukowski był w I Rzeczypospolitej gorliwym stronnikiem Familii Czartoryskich, kawalerem Orderu Świętego Stanisława w 1774, oponentem konfederacji radomskiej i barskiej. Mocno ubolewał też nad zaborem Galicji. Wszystko to nie przeszkodziło mu jednak ubiegać się o galicyjski tytuł hrabiowski.

## Herbowni
Jedna rodzina herbownych:
Ozoriusz graf von Bukow-Bukowski.